# Brada
Brada (niem. Bradegrube) – dzielnica Łazisk Górnych położona w zachodniej części miasta.

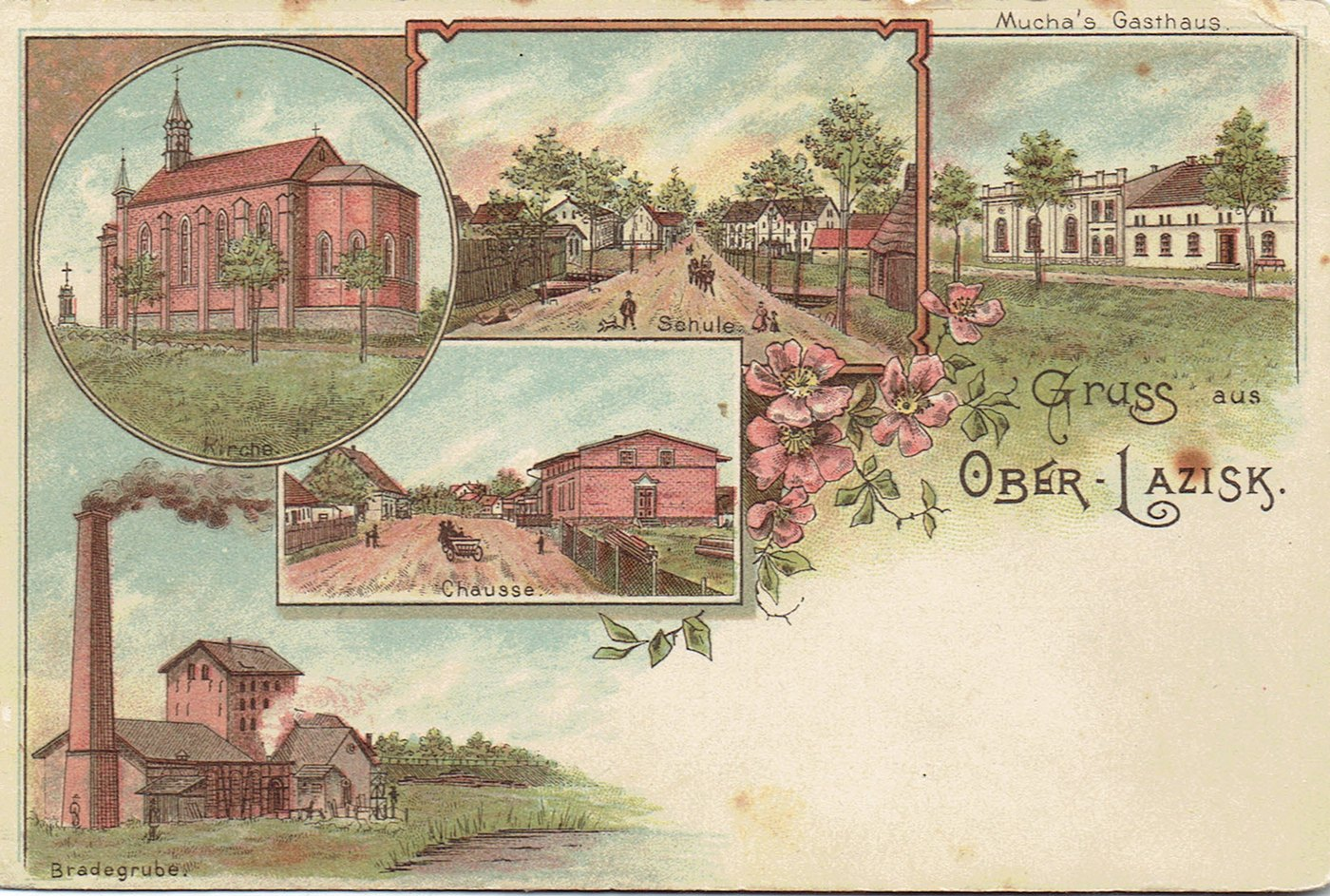
Pocztówka z Łazisk Górnych, w lewym dolnym roku kopalnia Brada (1913)

Teren dzielnicy (podobnie jak całych Łazisk) już w XVII w. zasobny był w pokłady węgla - w 1849 r. uruchomiono kopalnię Brade (od nazwiska górmistrza i dyrektora kopalni Juliusa Brade z Wrocławia, który cieszył się dużymi względami u księcia pszczyńskiego - właściciela kopalń na tym terenie). Wcześniej, w 1680 r. uruchomiono hutę szkła. W 1885 r. Bradę zamieszkiwało 350 osób, posiadała też własny urząd pocztowy.
Około 1931 roku nazwę kopalni zmieniono na Brada (zob. Kopalnia Węgla Kamiennego Bolesław Śmiały). 
Na Bradzie znajduje się najstarszy zabytek miasta – krzyż z 1738 roku, wystawiony przez dzierżawcę książęcej huty szkła w podziękowaniu za ocalenie zakładu podczas straszliwej wichury (pamięć o wichurze jest widoczna do dzisiaj w herbie Łazisk Górnych). Krzyż znajduje się na posesji prywatnej rodziny Szroborzów przy ulicy Brada.
W 1991 r. otwarto kaplicę, w której odprawiane są msze i nabożeństwa (dzielnica należy do parafii w Łaziskach Górnych).